# Joseph Kübler (Politiker)

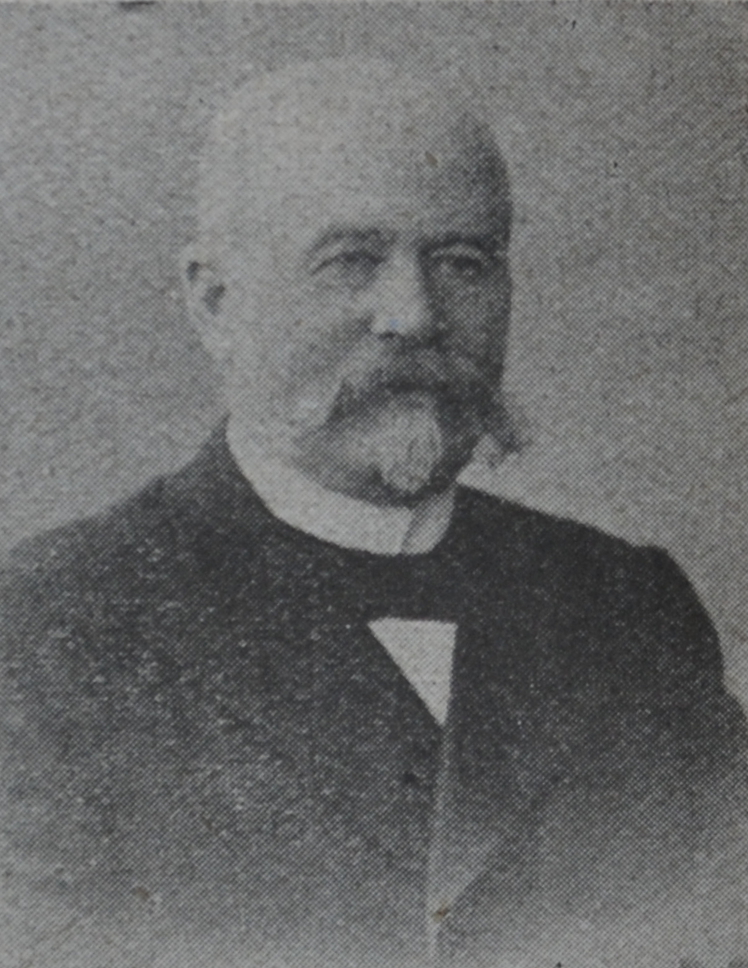
Joseph Kübler, 1911

Marie Joseph Kübler (* 10. Oktober 1848 in Heiligenberg; † 22. November 1935 in Colmar) war Notar und Mitglied der zweiten Kammer des Landtags des Reichslandes Elsaß-Lothringen für das Zentrum.
Joseph Kübler war Sohn des Landwirts und Bürgermeisters Balthazar Kübler (* 5. Januar 1811 in Heiligenberg; † 7. März 1892 ebenda) und dessen Frau Madeleine geborene Wigishoff (* 4. April 1809 in Heiligenberg; † 22. November 1888 ebenda). 
Joseph Kübler, der katholischer Konfession war, besuchte die katholische Volksschule und das Lyceum in Straßburg und Paris. Er machte eine Ausbildung als Clerc de notaire und war im Deutsch-Französischen Krieg Kriegsteilnehmer. Er kämpfte bei der Belagerung von Metz, in der Schlacht von Mars-la-Tour und in der Schlacht bei Gravelotte. Ab 1877 war er  Notar in Bourdonnay, Wintzenheim und ab 1900 in Colmar.
Er war Mitglied des Bezirkstages (1910 bis 1915 Präsident) und November 1883 bis Mai 1911 durch den Bezirkstag gewähltes Mitglied des Landesausschusses. Dort war er Schriftführer, später Vizepräsident. Er war Präsident der Notariatskammer Colmar. 
Bei der ersten (und einzigen Wahl) zum Landtag trat er im Wahlkreis Neubreisach-Andolsheim als Kandidat des Zentrums an. Im Ersten Wahlgang wurden im Wahlkreis von den 5847 Stimmberechtigten 4825 Stimmen abgegeben. Auf Martz entfielen 2513, auf den unabhängigen Kandidaten Hemmerle 1834 und auf den Sozialdemokraten Bleu 440 Stimmen. 
1915 wurde er nach einer Hausdurchsuchung verhaftet. Im Oktober 1915 und nachdem er alle politischen Ämter niedergelegt hatte, kam er wieder frei.

## Auszeichnungen
- Médaille militaire
- Médaille de Guerre (1870)
- Ehrenlegion (1927)